# Pesticida

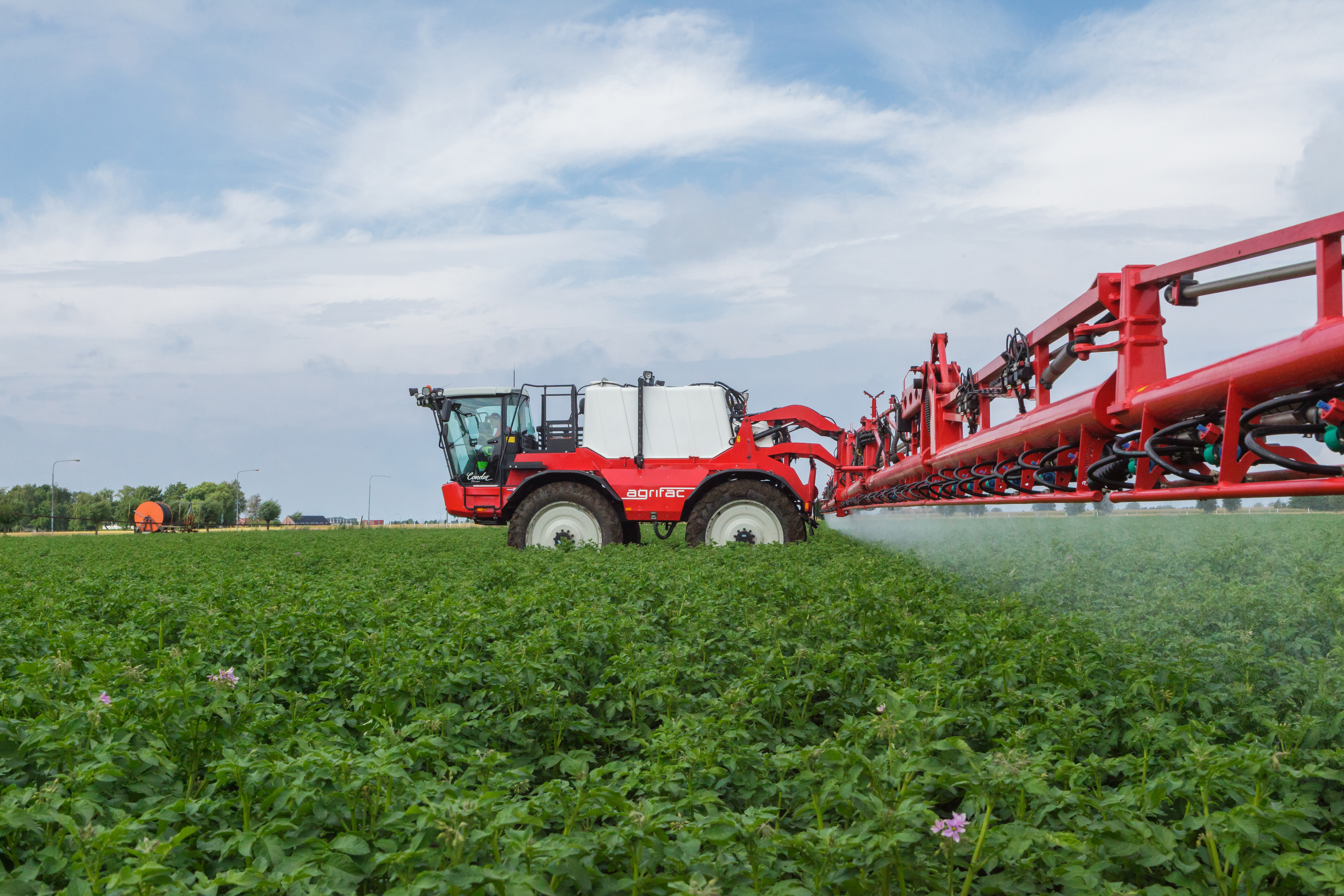
Un'irroratrice semovente che applica pesticidi.

Il termine pesticida, (derivato dall'inglese “pesticide” che a sua volta deriva dal latino pestis) o, più correttamente agrofarmaco o "antiparassitario", è riferibile ai prodotti destinati a distruggere o tenere sotto controllo qualsiasi organismo nocivo (compresi i microrganismi e le piante infestanti), oppure impedirne o prevenirne i danni, nelle fasi di produzione, lavorazione, conservazione, trasporto e commercializzazione dei raccolti, degli alimenti (per gli uomini e per gli animali), del legname nonché è riferibile ai prodotti per il controllo di insetti, acari o altri organismi nel settore animale. Non da ultimo, alle sostanze impiegate sulle piante per regolarne la crescita, diradare i frutti o impedirne la caduta precoce.
Con questa ampia definizione, ci si riferisce ai pesticidi non solo relativamente all'agricoltura (coltivazioni, allevamento e forestazione) ma a tutto il mondo vegetale, animale, al settore alimentare, agroindustriale e, per i vettori di malattie, anche all'uomo.
Il termine pesticida ha ormai assunto un'accezione negativa, relativa ai potenziali danni alla salute umana, animale e, più in generale, all'ambiente.
Per contro si usa il termine pesticida non solo per le sostanze sintetiche ma anche per quelle naturali (es. piretro) o per quelle biologiche, più propriamente per gli agenti biologici, quali virus, batteri, funghi, ecc., impiegabili contro altrettanti funghi, insetti o altri organismi nocivi.
Sebbene l'impiego dei pesticidi determini benefici palpabili, per alcuni di essi esistono risvolti negativi legati alla loro potenziale tossicità nei confronti dell'uomo, degli animali, delle piante stesse e dell'ambiente in generale.

## Definizione
A livello mondiale, l'ONU, più specificatamente la FAO, definisce come pesticida qualsiasi sostanza, singola o miscelata con 

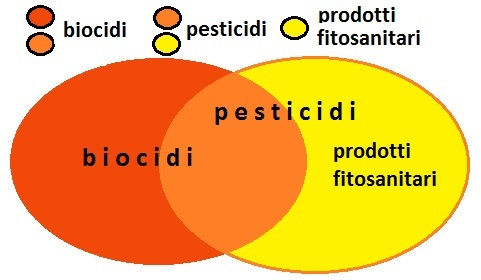
Rappresentazione grafica dei pesticidi in relazione ai biocidi e ai prodotti fitosanitari

altre, destinata a distruggere o tenere sotto controllo qualsiasi organismo nocivo, impedirne o prevenirne i danni, inclusi i vettori di malattie umane e 
animali, le specie indesiderate di piante o animali che causano danni o comunque interferiscono durante la produzione, la lavorazione, la conservazione, il trasporto e la commercializzazione di cibo, di derrate alimentari, di legname e suoi derivati, di alimenti zootecnici, nonché le sostanze che possono essere destinate agli animali per il controllo di insetti, acari o altri organismi nocivi somministrate o 
applicate ad essi. Sono incluse le sostanze intese per l'utilizzo come 
regolatori di crescita delle piante, defoglianti, disseccanti, diradanti o anticascola dei frutti. Inoltre quelle applicate alle coltivazioni prima o dopo il raccolto per proteggerlo dal deterioramento durante la conservazione e il trasporto.
L'agenzia statunitense EPA ha definito i pesticidi come qualsiasi sostanza, singola o miscelata con altre, destinata a:
- prevenire o impedire
- distruggere
- repellere
- attenuare Rappresentazione grafica dei pesticidi in relazione ai biocidi e ai prodotti fitosanitari

qualsiasi organismo nocivo o i suoi danni, comprendendo anche le sostanze impiegate come regolatori di crescita delle piante, i defoglianti e i disseccanti.
Queste definizioni, se confrontate con quelle di prodotto fitosanitario e di biocida, fanno comprendere che i pesticidi si dividono in prodotti fitosanitari o biocidi, tuttavia, mentre i prodotti fitosanitari sono sempre e solo pesticidi, al grande gruppo dei biocidi appartengono anche i disinfettanti, preservanti e prodotti antincrostazione che non sono definibili appunto come pesticidi.
Per contro, alcuni prodotti fitosanitari naturali o biologici (es. feromoni, funghi antagonisti, ecc.) rientrano a fatica nella definizione di pesticida in quanto, l'accezione negativa legata alla loro potenziale tossicità o capacità inquinante, è pressoché inesistente. Infatti sono noti con il nome di biopesticidi.

## Categorie
Un pesticida può appartenere ad una delle seguenti categorie, in base all'uso, ovvero l'avversità (o la funzione) per cui deve agire:
- acaricida (contro acari e altri aracnidi);
- battericida (contro i batteri);
- fungicida o anticrittogamico (contro malattie e/o alterazioni da funghi);
- diserbante o erbicida (contro le malerbe o vegetali infestanti);
- insetticida (contro insetti dannosi, quali afidi o cocciniglie);
- molluschicida (contro le lumache o altri molluschi);
- nematocida (contro i nematodi infestanti del terreno);
- rodenticida (contro topi e roditori dannosi);
- fitoregolatore (sostanze influenti i processi vitali dei vegetali quali il diradamento o l'allegagione);
- repellente;
- semiochimico;
- alghicida (contro le alghe);
- talpicida (contro le talpe);
- virucida (contro i virus);
- altre categorie

L'Unione europea ha normato i pesticidi nella direttiva sul loro uso sostenibile, suddividendoli nelle due categorie:
- prodotti fitosanitari
- biocidi

## Composizione
Per comprendere la composizione di un pesticida si consultino le due seguenti sezioni:
- composizione di un prodotto fitosanitario
- composizione di un biocida

## Formulazione
La formulazione di un pesticida è l'unione di tutte le 
sostanze che lo compongono all'interno di una idoneo imballaggio (confezione) al fine di renderlo disponibile all'utilizzatore. La formulazione è come si presenta materialmente il prodotto. Esistono moltissimi tipi di formulazione suddividibili in categorie:
- formulazioni solide
  - solide pronte all'impiego
    - polveri (DP)
    - polveri per concia semi a secco (DS)
    - granuli (GR)
    - tavolette o compresse (DT)

  - solide da disperdere in acqua
    - polveri bagnabili (WP)
    - polveri bagnabili per concia semi (WS)
    - granuli idrodispersibili (WG)
    - tavolette idrodispersibili (WT)
    - granuli emulsionabili (EG)
    - polveri emulsionabili (EP)

  - solide da sciogliere in acqua
    - polveri idrosolubili (SP)
    - polveri idrosolubili per concia semi (WS)
    - granuli idrosolubili (SG)
    - tavolette idrosolubili (ST)
- formulazioni liquide
  - soluzioni semplici
    - soluzioni concentrate (SL)
    - soluzioni per concia semi (LS)
    - liquidi miscibili in olio (OL)
    - liquidi a ultra basso volume (UL)

  - soluzioni disperse
    - emulsioni concentrate (EC)
    - concentrati dispersibili (DC)

  - emulsioni
    - emulsioni olio/acqua (EW)
    - emulsioni per concia semi (ES)
    - microemulsioni (ME)

  - sospensioni
    - sospensioni concentrate (SC)
    - sospensioni concentrate per concia semi (FS)
    - sospensioni di capsule (CS)
    - oli dispersibili (OD)

  - liquide miste
    - sospensioni-emulsioni (SE)
    - sospensioni di capsule (CS) e concentrate (SC) in miscela (ZC)
    - sospensioni di capsule (CS) e emulsioni olio/acqua (SC) in miscela (ZW)
    - sospensioni di capsule (CS) e sospensioni-emulsioni (SE) in miscela (ZE)
- formulazioni contenute o costituite da dispositivi
  - termo-vaporizzatori
    - spirali antizanzare
    - piastrine
    - liquidi termo-vaporizzabili

  - liquidi o altre soluzioni spray
    - diffusori aerosol

  - sistemi a barriere
    - reti a rilascio controllato di insetticida

Per i pesticidi contenenti microrganismi utili (batteri e altri microbi) le formulazioni sono:
- concentrati tecnici 
  - concentrati tecnici contenenti sostanze batteriche larvicide
- solide da disperdere in acqua
  - polveri bagnabili contenenti sostanze batteriche larvicide (WP)
  - granuli idrodispersibili contenenti sostanze batteriche larvicide (WG)
  - tavolette idrodispersibili contenenti sostanze batteriche larvicide (WT)
- liquide in sospensioni
  - sospensioni concentrate contenenti sostanze batteriche larvicide(SC)

## Usi
I pesticidi sono 
usati in diversi settori e per risolvere numerosi problemi che attengono
alla salute umana, animale e vegetale.
Uno dei principali 
settori è l'agricoltura, per la protezione o lo sviluppo delle colture 
(comprese quelle non destinate alla produzione di cibo) e del bestiame.
Importante il 
comparto agroalimentare (industrie di trasformazione, operatori 
commerciali, ecc.) e agroindustriale (es. industria tessile e del 
legno).
Per tutelare la 
salute umana, degli animali e degli ambienti domestici, nonché quelli 
legati alle attività antropiche, si utilizzano i pesticidi, sia contro i
vettori di malattie che contro macro e microrganismi (topi, parassiti, 
muffe, batteri, ecc.) soprattutto in un'ottica di garanzia di igiene e 
di non deterioramento.

### Usi sostenibili
Nel 2009, l'Unione europea ha emanato la direttiva 128
che istituisce un quadro per realizzare un uso sostenibile dei 
pesticidi riducendone i rischi e gli impatti sulla salute umana e 
sull'ambiente e promuovendo l'uso della difesa integrata e di approcci o
tecniche alternative, quali le alternative non chimiche ai pesticidi.
Solo i prodotti 
fitosanitari sono stati presi in considerazione, demandano ad altri 
specifici provvedimenti l'uso sostenibile anche dei biocidi.
Sono stati previsti 
piani d'azione nazionali (PAN) attraverso i quali ogni stato membro deve definire i propri obiettivi quantitativi, gli obiettivi, le misure e i 
tempi per la riduzione dei rischi e degli impatti dell'utilizzo dei 
pesticidi sulla salute umana e sull'ambiente e per incoraggiare lo 
sviluppo e l'introduzione della difesa integrata e di approcci o 
tecniche alternativi al fine di ridurre la dipendenza dall'utilizzo di 
pesticidi. Gli obiettivi possono riguardare diversi settori di 
interesse, ad esempio la protezione dei lavoratori, la tutela 
dell'ambiente, i residui, l'uso di tecniche specifiche o l'impiego in 
colture specifiche.

## Consumi

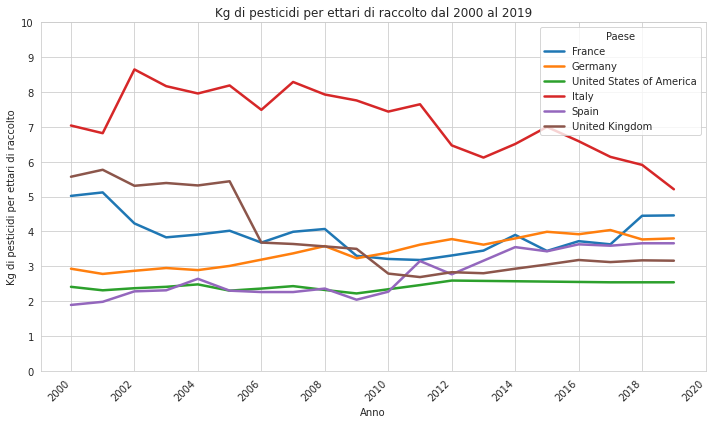
Fonte:[https://data.apps.fao.org/catalog/dataset/pesticides-indicators-national-global-annual-faostat FAO

Sia nel 2006 che nel 2007, il consumo mondiale di pesticidi è stato approssimativamente di 2.350 milioni di kg (2,35 milioni di tonnellate), con gli erbicidi (e 
regolatori di crescita) al primo posto (39-40%), seguiti dagli 
insetticidi (17-18%), fungicidi (10%) mentre gli altri pesticidi 
(nematicidi, fumiganti, miscele e altri pesticidi come zolfo, oli 
minerali e acido solforico, quest'ultimo usato anche per la produzione 
di concimi e sanitizzante) in totale hanno rappresentato il 33% dei 
consumi.
In Italia, nel 2013, sono state distribuite 118 000 tonnellate di fitosanitari.
Secondo dati del WWF, nel 2019 si sono consumate nel mondo 4,2 milioni di tonnellate di pesticidi. L'Italia si è posizionata al sesto posto con €119.000 tonnellate.

## Costi, benefici e rischi

### Benefici e rischi
Essi hanno introdotto il pericolo di presenza di residui negli alimenti a causa di norme, forse eccessive, negli scambi commerciali, che inducono all’impiego generalizzato e preventivo di pesticidi. Inoltre, malgrado i pesticidi non siano la sola causa responsabile di danni ecologici, ne sono certamente una delle più gravi. Questo pericolo è stato lungamente ignorato sino a che i timori sono divenuti drammaticamente evidenti: scomparsa di specie di animali, scomparsa di pesci nei fiumi e nei mari in prossimità delle coste, riduzione della selvaggina, in particolare di uccelli, contaminazione di acque e terreni sino alle regioni polari: un’alterazione profonda dell’equilibrio ambientale..
Vi sono benefici primari legati direttamente all'uso, ed altri, 
secondari, connessi ai vantaggi economici, con effetti di lungo termine.
Ai primari fanno 
riferimento il controllo delle avversità delle piante, dei parassiti 
animali e delle specie invasive, infestanti, in un'ottica d'incremento e miglioramento della qualità delle produzioni vegetali e zootecniche.
Il controllo dei 
vettori di malattie animali e umane e, più in generale, di organismi 
nocivi con la conseguenza di risparmio di vite umani e animali o, 
almeno, di minori sofferenze. Importante la lotta alle malattie in molte
aree del pianeta, di cui molte popolazioni hanno beneficiato. L'esempio principe è il DDT, il quale ha permesso di eradicare o, ridurre fortemente, da alcune aree del pianeta, la malaria.
Dopo i successi in Egitto (1939) e in Brasile (1941) partì il 
"Sardinian project" dal 1946 al 1951 che eliminò radicalmente la malaria
dall'isola. Non va dimentica il ruolo dell'OMS che, negli anni, ha promosso e realizzato ampie campagne in diverse zone del globo per l'utilizzo dei pesticidi.
Inoltre il controllo di organismi nocivi e vegetali infestanti nelle attività extra-agricole, ovvero nelle altre attività umane, ivi compresi gli ambienti 
in cui esse si svolgono. Importante il contenimento delle specie 
vegetali in prossimità delle aree frequentate dall'uomo, alla luce della
prevenzione degli incendi o del mantenimento della fruizione delle vie
comunicazione, di accesso o a servizio delle attività umane. Non ultima
la protezione delle strutture in legno.
Oggigiorno la lotta alla mosca domestica e ad altre specie d'insetti 
molesti negli ambienti domesti, non necessariamente sempre vettori di 
malattie, è ancora basata sui pesticidi.
Gli organismi nocivi che si sviluppano in campo a spese delle colture, sia direttamente (insetti e crittogame), che indirettamente (erbe infestanti) sottraggono all'uomo, si stima, circa un quarto della produzione globale. In questa stima, tuttavia, non sono considerati altri importanti organismi che depauperano le sorgenti alimentari dell'uomo, quali gli insetti dei magazzini, gli acari fitofagi, i nematodi di interesse agrario, i molluschi, i mammiferi roditori. L'erosione totale dovuta a tutti gli organismi dannosi si aggira intorno all'imponente percentuale del 35%. Un esempio, riferito al riso, alimento base di oltre tre miliardi di persone, evidenzia perdite dovute all'azione concomitante di insetti, patogeni ed erbe infestanti, in Asia si aggirerebbe intorno al 55% del prodotto totale.

#### Distanze di sicurezza
Secondo uno studio del 2021, una distanza di 20 metri dalle colture è stata capace di abbattere la media dei residui a 3.1, mentre una distanza di 101 metri ha portato il valore a 1.2. Al 2023, la normativa italiana prevede che le colture biologiche siano situate ad almeno 5 metri da quelle che fanno uso di pesticidi.

### Costi
I costi dei 
pesticidi sono sia quelli relativi alla ricerca e sviluppo di nuove 
sostanze ma soprattutto quelli connessi alla salute umana, animale e, 
più in generale, all'ambiente.